# Heinrich Schäfer (Zuhälter)
Heinrich Schäfer (* 16. Mai 1937; † 15. November 1997 in Köln) war ein deutscher Zuhälter. Wegen seiner großen Nase hatte er den Spitznamen „Schäfers Nas“. Er wurde Anfang der 1960er Jahre durch seine Aktivitäten in der Kölner Nachtgastronomie und im Rotlichtmilieu bekannt.

## Leben
Schäfer rivalisierte mit Anton Dumm, genannt „Dummse Tünn“, der später Leibwächter von Romy Schneider war. Im September 1975 gerieten beide in Streit, wobei Schäfer seinen Konkurrenten niederschlug. Im November 1984 wurde Schäfer nach dreijährigen Ermittlungen wegen gefährlicher Körperverletzung, Vergewaltigung, Zuhälterei und Freiheitsberaubung zu einer achtjährigen Freiheitsstrafe verurteilt.
1996 stahlen unbekannte Täter das wertvolle Vortragekreuz aus der Domschatzkammer, das traditionell beim Einzug der Metropoliten (Erzbischöfe) in den Dom vorangetragen wird. Auf Bitten des damaligen Dompropstes Bernard Henrichs gelang es Heinrich Schäfer aufgrund seiner Kontakte in die Halbwelt, das Kreuz wiederzubeschaffen. Auf den dafür versprochenen Finderlohn von 3000 DM verzichtete er. Der Dompropst entschädigte ihn daraufhin mit Einschluss in seine Fürbitten. Das Kölner Millowitsch-Theater griff die Geschichte von der Wiederbeschaffung des Kreuzes durch Heinrich Schäfer auf und schuf das Theaterstück Der König vom Friesenplatz. In den 90ern hatte er einen 20-minütigen Auftritt bei Schreinemakers Live mit Margarethe Schreinemakers.
Schäfer machte ebenfalls Schlagzeilen durch den Erwerb eines ehemaligen Torpedofangboots aus dem Zweiten Weltkrieg, der Colorado, das er zu einer Luxusyacht umbaute. Nach seinem Tod wurde das Schiff 2004 an einen ehemaligen Binnenschiffer zwangsversteigert, um damit die aufgelaufenen Liegekosten im Kölner Rheinauhafen zu begleichen. Die Yacht wird als privates Bootshaus genutzt und liegt im Hafen von Duisburg (Stand Mai 2023).
Heinrich Schäfer starb 1997 in Köln im Alter von 60 Jahren an Herzversagen. Die Trauerfeier fand an seinem letzten Wohnort in Koblenz statt, seine Asche wurde später in einer Seebestattung in Büsum vor Helgoland verstreut.